# Aiden English
Matthew Rehwoldt (* 7. Oktober 1987 in Chicago, Illinois), besser bekannt unter seinen Ringnamen Aiden English, ist ein US-amerikanischer Wrestler. Er stand bei World Wrestling Entertainment unter Vertrag und war Teil der Fernsehshow 205 Live.
Englishs bisher größter Erfolg war der Erhalt der NXT Tag Team Championship.
Zurzeit tritt er bei IMPACT Wrestling auf.

## Leben
Matthew Rehwoldt wurde am 7. Oktober 1987 in Chicago geboren. Schon früh entwickelte er Interesse an Schauspielerei. Schon im Alter von 20 Jahren war er in über 20 Bühnenproduktionen aufgetreten. Nach seinem Highschool-Abschluss studierte er mit seiner späteren WWE-Kollegin Rebecca Quin an der Columbia College Chicago Schauspiel mit Bühnenkampf als Schwerpunkt. Seinen Bachelor in Schauspiel machte er 2010.
Er ist mit der Wrestlerin Shaul Guerrero, der Tochter von Eddie und Vickie Guerrero, liiert. Im Dezember 2014 verlobten sie sich und am 3. Januar 2016 heirateten sie.

## Wrestling-Karriere
Sein erstes Wrestling Match bestritt Rehwoldt im Jahre 2011. Vor seinem Wechsel zur World Wrestling Entertainment machte er sich in den Independent-Ligen unter dem Ringnamen Matt Marquee einen Namen.
Anfang 2012 unterzeichnete Rehwoldt einen Vertrag bei der WWE. Anfangs wurde er bei Florida Championship Wrestling (FCW), der damaligen Aufbauliga der WWE, eingesetzt. Dort bekam er auch den Ringnamen Aiden English. Dort blieb er bis zur Auflösung der FCW.
Ab 2012 wurde English bei NXT, der neugegründeten Aufbauliga der WWE, eingesetzt. Sein Fernsehdebüt in der WWE feierte er bei der zweiten NXT-Ausgabe vom 26. Juni 2012. Dort verlor er in einem Einzelmatch gegen Leo Kruger. Bei der NXT-Ausgabe vom 25. September 2013 sang er eine Parodie zum Major-General's Song" aus dem Musical Die Piraten von Penzance. Von da bekam English das Gimmick eines Sängers, der vor jedem seiner Matches ein Lied sang.

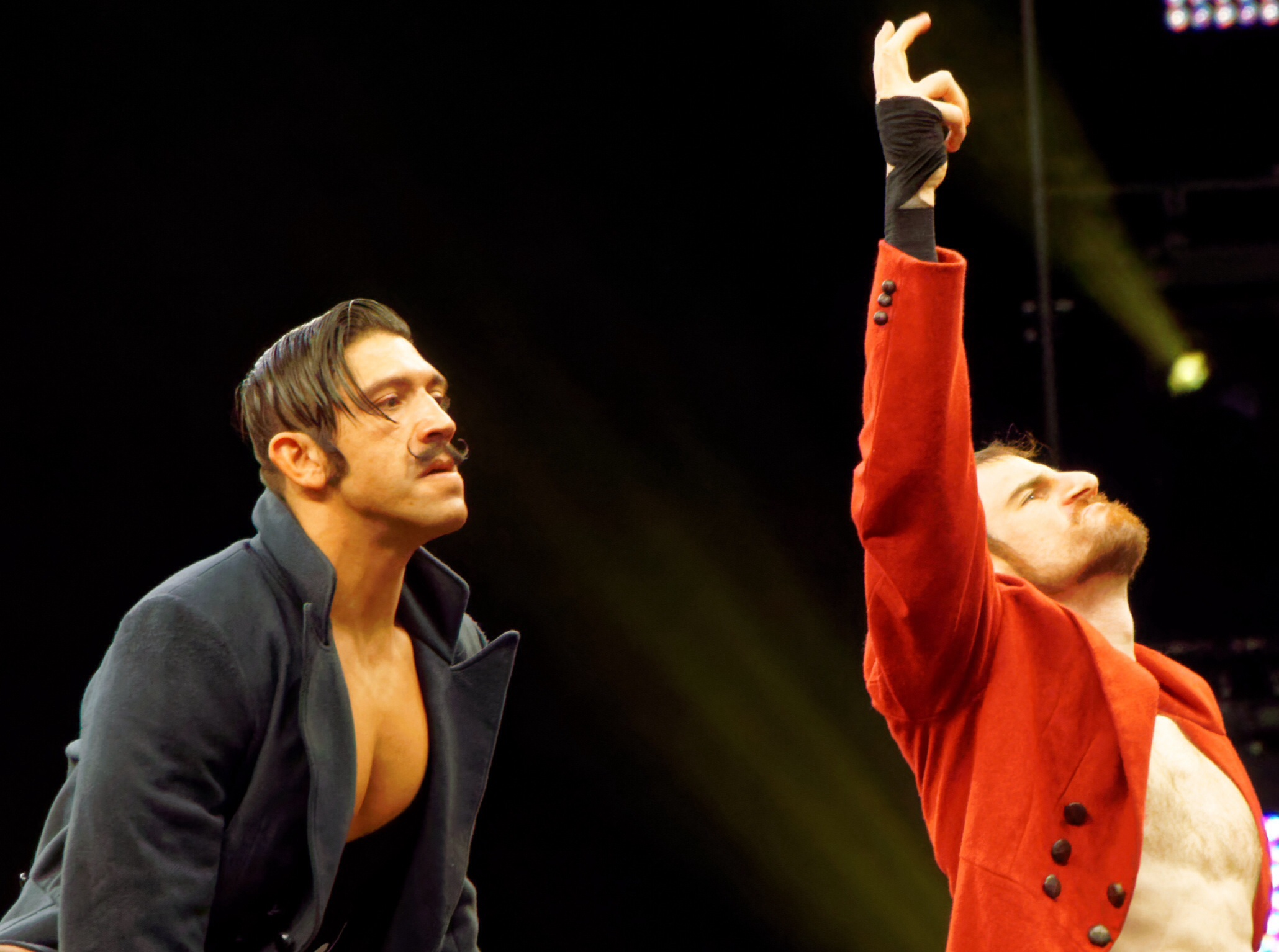
English (rechts) und Simon Gotch als The Vaudevillians

Im Juni 2014 formierte er mit Simon Gotch das Tag Team The Vaudevillains. Am 22. August 2015 bei NXT TakeOver: Brooklyn gewannen sie von Blake und Murphy die NXT Tag Team Championship. Bei der NXT-Ausgabe vom 11. November 2015, welche zuvor am 22. Oktober aufgezeichnet wurden, verloren sie die NXT Tag Team Championship an Dash Wilder und Scott Dawson.
Am 7. April 2016 feierten die Vaudevillains bei SmackDown ihr Debüt im Main Roster. Bei SmackDown und Raw fehdeten sie dann gegen die WWE Tag Team Champions The New Day, Karl Anderson und Luke Gallows und Big Cass und Enzo Amore um die WWE Tag Team Championship.
Mit der Rückkehr des Roster-Splits, erfolgte auch die Rückkehr des WWE Drafts, welcher am 19. Juli 2016 bei SmackDown stattfand, wurden die Vaudevillains zum SmacKDown-Roster gedraftet. Mit der Eingeführung der WWE SmackDown Tag Team Championship, nahmen sie auch am Turnier teil, um die ersten Titelträger zu bestimmen. In der ersten Runde mussten sie sich gegen die Hype Bros (Mojo Rawley und Zack Ryder) geschlagen geben.
Mit der Entlassung seines Tag-Team-Partners Simon Gotch am 5. April 2017, wurde auch das Tag Team The Vaudevillains aufgelöst.
Nach der Auflösung der Vaudevillains bekam English wieder sein altes Gimmick als Sänger aus seiner Zeit bei NXT. Im August 2017 verbündete er sich mit Rusev und half diesem bei seiner Fehde gegen Randy Orton. Nach der Fehde blieben sie weiter ein Tag Team und mit der Phrase Rusev Day gewann das Team in kürzester Zeit an Popularität und Dynamik. Aber auch das Tag Team wurde kurze Zeit später innerhalb einer Fehde aufgelöst; seitdem ist English Kommentator der wöchentlichen 205-Live-Sendung.
Aufgrund einer Entlassungswelle wurde er am 15. April 2020 von der WWE entlassen.

## Erfolge und Auszeichnungen
World Wrestling Entertainment
- 1× NXT Tag Team Championship (mit Simon Gotch)